# Аріарат VII
Аріарат VII Філометор (дав.-гр. Ἀριαράθης Ζ΄ Φιλομήτωρ) — правитель Каппадокії в 116—101 або в 111—100 роках до н. е.; старший син базилевса Аріарата VI і його дружини Лаодіки Каппадокійської.
У перші роки правління Аріарата VII, зважаючи на його малоліття, державою правила його мати Лаодіка, старша сестра правителя Понту Мітрідата VI і вдова вбитого в результаті змови Аріарата VI. Незабаром престол був захоплений правителем Віфінії Нікомедом III Евергетом, котрий одружився з Лаодікою. Нікомед III незабаром був вигнаний Мітрідатом VI, який відновив на троні Аріарата VII. Проте коли той став ворогом Гордія, вбивці його батька і союзника Мітрідата VI, останній вбив Аріарата VII і замінив того на троні Каппадокії своїм сином, який отримав ім'я Аріарата IX.